# Anson (Maine)
Anson è una cittadina statunitense dello stato del Maine, sita nella Contea di Somerset. Appartenente a quello che fu territorio degli indiani Norridgewock (Abenachi), fu fondata il 1º marzo 1798 e prese il nome dal viceammiraglio britannico George Anson. Al censimento del 2010 contava 2 511 abitanti, compreso il villaggio di North Anson.
È attraversata dai fiumi Lemon Stream, Carrabassett e Kennebec.